# Witold Hurewicz
Witold Hurewicz (Łódź, Polonia, 29 de junio de 1904-Uxmal, 6 de septiembre de 1956) fue un matemático polaco, prominente por el teorema de Hurewicz. 

## Biografía
Witold Hurewicz nació en Łódź, en aquel entonces uno de los principales centros industriales polacos con una economía centrada en la industria textil. Su padre, Mieczysław Hurewicz, fue un ingeniero industrial nacido en Vilna, que hasta 1939 estaba poblada principalmente por polacos y judíos. Su madre, Katarzyna Finkelsztain, procedía de Bila Tserkva, una ciudad que perteneció al Reino de Polonia hasta la segunda partición de Polonia en 1793 cuando fue invadida por Rusia.
En su infancia, Hurewicz asistió a la escuela en una Colonia que era controlada por Alemania, pero antes de iniciar la escuela secundaria, con el comienzo de la Primera Guerra Mundial, se produjeron cambios importantes en el país. En agosto de 1915, el ejército ruso, que llevaba ocupando el territorio de Polonia durante muchos años, se retiró. Alemania y el Imperio austrohúngaro tomaron el control de la mayor parte del país y la Universidad de Varsovia fue refundada y comenzó a funcionar como una universidad polaca. Rápidamente una sólida escuela de matemáticas creció en la Universidad de Varsovia, y la topología fue uno de los temas principales. Aunque Hurewicz conocía íntimamente la topología que se estaba estudiando en Polonia, eligió ir a Viena para continuar sus estudios.
Estudió bajo la supervisión doctoral de Hans Hahn y Karl Menger en Viena, recibiendo un doctorado en 1926. Hurewicz recibió una beca de la Fundación Rockefeller que le permitió emigrar a Ámsterdam. Allí fue asistente de Brouwer desde 1928 hasta 1936. Se le concedió un permiso de estudios durante un año que decidió pasar en Estados Unidos. Visitó el Instituto de Estudios Avanzados en Princeton, Nueva Jersey; y luego decidió permanecer en Estados Unidos y no regresar a Ámsterdam.
Hurewicz trabajó en la Universidad de Carolina del Norte en Chapel Hill, pero durante la Segunda Guerra Mundial contribuyó al esfuerzo de la guerra con la investigación sobre matemáticas aplicadas. En particular, el trabajo que hizo en servosistemas en ese momento fue clasificado debido a su importancia militar. Desde 1945 hasta su muerte, trabajó en el Instituto de Tecnología de Massachusetts.
El primer trabajo de Hurewicz fue en la teoría de conjuntos y topología. El Dictionary of Scientific Biography lo describe como: «[...] un resultado notable de este primer período (1930) es su incrustación topológica de espacios métricos separables en espacios compactos de la misma dimensión (finita)».
En el campo de la topología general, sus contribuciones se centran en la teoría de la dimensión topológica. Escribió un libro junto con Henry Wallman titulado Dimension Theory, publicado en 1941. Un crítico escribió en su reseña que el libro «[...] es realmente un clásico. Presenta la teoría de la dimensión para espacios métricos separables con lo que parece ser una mezcla imposible de profundidad, claridad, precisión, concisión y amplitud».
Hurewicz hizo tres contribuciones notables a las matemáticas: su redescubrimiento de los grupos de homotopía en 1935-36, su descubrimiento de la sucesión exacta larga de homotopía de la fibración en 1941, y el teorema de Hurewicz que conecta grupos de homotopía y homología. Su trabajo condujo al álgebra homológica.
A finales de la década de 1940, fue el asesor de doctorado de Yael Dowker.
Fue publicado un segundo libro de Hurewicz, pero esto no fue hasta después de su muerte en 1958, titulado Lectures on ordinary differential equations, el cual es una introducción a las ecuaciones diferenciales ordinarias que nuevamente refleja la claridad de su pensamiento y calidad de su escritura. 
Murió después de participar en la International Symposium on Algebraic Topology en la Universidad Autónoma Nacional de México realizada en Ciudad de México. Tropezó y se cayó de la cima de una pirámide maya durante una excursión en Uxmal en 1956.